# Корреляционная функция
Корреляционная функция — функция времени и пространственных координат, которая задает корреляцию (взаимосвязь) двух детерминированных функций или случайных процессов.

## Определение
Корреляционная функция двух сигналов {\displaystyle f(t)} и {\displaystyle g(t)} определяется по формуле:
{\displaystyle B(\tau )=\int _{-\infty }^{\infty }f^{*}(t)\ g(t+\tau )\,dt.}
Корреляционная функция случайного процесса {\displaystyle X(t)}, характеризующая степень зависимости между значениями случайного процесса, взятыми в разные моменты времени, определяется как:
{\displaystyle B(t_{1},t_{2})=\mathbb {E} [(X(t_{1})-\mathbb {E} [X(t_{1})])(X(t_{2})-\mathbb {E} [X(t_{2})])]=\int _{-\infty }^{\infty }\int _{-\infty }^{\infty }(x_{1}-\mathbb {E} [X(t_{1})])(x_{2}-\mathbb {E} [X(t_{2})])f_{2}(x_{1},t_{1};x_{2},t_{2})dx_{1}dx_{2}},
где {\displaystyle \mathbb {E} } — математическое ожидание, {\displaystyle f_{2}(x_{1},t_{1};x_{2},t_{2})} — двумерная плотность вероятности случайных величин {\displaystyle X(t_{1})} и {\displaystyle X(t_{2})}. Эта функция также именуется автокорреляционной функцией.
Корреляционная функция двух случайных процессов {\displaystyle X(t)} и {\displaystyle Y(t)}, характеризующая степень зависимости между значениями двух случайных процессов в два одинаковых или разных момента времени, определяется как:
{\displaystyle B_{XY}(t_{1},t_{2})=\mathbb {E} [(X(t_{1})-\mathbb {E} [X(t_{1})])(Y(t_{2})-\mathbb {E} [Y(t_{2})])]=\int _{-\infty }^{\infty }\int _{-\infty }^{\infty }(x-\mathbb {E} [X(t_{1})])(y-\mathbb {E} [Y(t_{2})])f_{2}(x,t_{1};y,t_{2})dxdy},
где {\displaystyle f_{2}(x,t_{1};y,t_{2})} — двумерная плотность вероятности случайных величин {\displaystyle X(t_{1})} и {\displaystyle Y(t_{2})}. Эта функция также именуется взаимной корреляционной функцией, характеризующая степень зависимости между значениями случайного процесса, взятыми в разные моменты времени.
В некоторых источниках корреляционную функцию, определенную по вышеприведенной формуле, называют ковариационной функцией, а корреляционную функцию определяют по формуле:
{\displaystyle B(t_{1},t_{2})=\mathbb {E} [X(t_{1})X(t_{2})]=\int _{-\infty }^{\infty }\int _{-\infty }^{\infty }x_{1}x_{2}f_{2}(x_{1},t_{1};x_{2},t_{2})dx_{1}dx_{2}}.
В этом случае ковариационная функция (обозначим {\displaystyle K(t_{1},t_{2})}) связана с корреляционной по формуле:
{\displaystyle K(t_{1},t_{2})=B(t_{1},t_{2})-\mathbb {E} [X(t_{1})]\mathbb {E} [X(t_{2})]}.
Аналогично можно вычислить корреляционную функцию для процессов, происходящих в разных точках пространства в различные моменты времени:
{\displaystyle C(t_{1},\mathbf {r_{1}} ,t_{2},\mathbf {r_{2}} )=\langle X(t_{1},\mathbf {r_{1}} )Y(t_{2},\mathbf {r_{2}} )\rangle },
где угловые скобки обозначают процедуру усреднения.
Корреляционные функции широко используются в статистической физике и других дисциплинах, изучающих случайные (стохастические) процессы.

## Корреляционная функция в статфизике
В статистической физике корреляционная функция описывает, как микроскопические переменные (например, скорости движения атомов) связаны в различных точках пространства в различные моменты времени.
Наиболее общее определение имеет следующий вид:
{\displaystyle G\left(\mathbf {r} ,\mathbf {R} ,t,\tau \right)=\left\langle f_{1}\left(\mathbf {R} ,t\right)f_{2}\left(\mathbf {R} +\mathbf {r} ,t+\tau \right)\right\rangle }
где {\displaystyle f_{1},f_{2}} — функции, корреляции которых мы хотим изучить, угловые скобки означают усреднение по статистическому ансамблю (например, по каноническому).

### Пространственная корреляционная функция
Если мы интересуемся тем, скореллировано ли меняются микроскопические переменные в один и тот же момент времени в различных точках пространства, мы можем рассматривать функции {\displaystyle f_{1},f_{2}} в один и тот же момент времени, тогда их корреляционная функция запишется в виде:
{\displaystyle G\left(\mathbf {r} ,\mathbf {R} ,t\right)=\left\langle f_{1}\left(\mathbf {R} ,t\right)f_{2}\left(\mathbf {R} +\mathbf {r} ,t\right)\right\rangle }
такая корреляционная функция называется пространственной.
Аналогично можно ввести одновременную корреляционную функцию для случая, когда функций {\displaystyle f_{1},f_{2}} не две, а s штук:
{\displaystyle G^{\left(s\right)}\left(\mathbf {r} _{1},\dots ,\mathbf {r} _{n}\right)=\left\langle f_{1}\left(\mathbf {r} _{1},t\right)\dots f_{s}\left(\mathbf {r} _{n},t\right)\right\rangle }

### Временная корреляционная функция
Иногда требуется рассмотреть временную эволюцию микроскопических переменных. Для этого используется временная корреляционная функция:
{\displaystyle G\left(\mathbf {R} ,t,\tau \right)=\left\langle f_{1}\left(\mathbf {R} ,t\right)f_{2}\left(\mathbf {R} ,t+\tau \right)\right\rangle }
При этом важно понимать, что несмотря на то, что в равновесии некоторые макроскопические переменные не зависят от времени, микроскопические переменные (такие, как, например, вектор скорости частицы) могут зависеть от времени и поэтому подобные корреляционные функции, являющиеся по сути макроскопическими величинами, тоже могут зависеть от времени.

### Примеры
Одним из примеров корреляционных функций может служить радиальная функция распределения.

#### Магнетизм
Ещё одним классическим примером корреляционных функций может служить таковая в системе спинов, где она описывает их среднее по ансамблю скалярное произведение:
{\displaystyle G\left(\mathbf {r} ,\mathbf {R} \right)=\left\langle S\left(\mathbf {R} \right)S\left(\mathbf {R} +\mathbf {r} \right)\right\rangle -\left\langle S\left(\mathbf {R} \right)\right\rangle \left\langle S\left(\mathbf {R} +\mathbf {r} \right)\right\rangle }
где S — спин частицы, скобки обозначают усреднение по ансамблю.
Даже в парамагнитной фазе спины скоррелированы, так как если расстояние между ними мало, то между спинами имеет место взаимодействие, которое и приводит к тому, что спины являются скоррелированными, однако их дальнейшему упорядочиванию препятствует тепловое движение. Поэтому оказывается, что корреляции между спинами экспоненциально уменьшаются с ростом расстояния между ними:
{\displaystyle G\left(\mathbf {r} \right)\approx {\frac {1}{\mathbf {r} ^{2-d+\eta }}}\exp \left({\frac {-\mathbf {r} }{\xi }}\right)}
где {\displaystyle \mathbf {r} } — расстояние между спинами, d — размерность, {\displaystyle \eta } — т. н. критический индекс. При снижении температуры тепловое движение ослабевает, и радиус корреляции {\displaystyle \xi } стремится к бесконечности:
{\displaystyle \xi \sim \left|T-T_{c}\right|^{-\nu }}
где {\displaystyle \nu } — другой критический индекс, {\displaystyle T_{c}} — температура Кюри.
Как следствие данной формулы, в таких системах возникает фазовый переход 2-го рода.

#### Корреляционная функция плотности числа частиц порядка s
В частности, в качестве примера можно рассмотреть корреляционную функцию плотности числа частиц порядка s — это функция вида
{\displaystyle G^{\left(s\right)}\left(\mathbf {r} _{1},\dots ,\mathbf {r} _{s}\right)=\left\langle {\hat {n}}\left(\mathbf {r} _{1}\right)\dots {\hat {n}}\left(\mathbf {r} _{s}\right)\right\rangle }
где величина
{\displaystyle {\hat {n}}\left(\mathbf {r} \right)=\sum \limits _{i=1}^{N}\delta (\mathbf {r} -\mathbf {r} _{i})}
называется микроскопической плотностью числа частиц в том смысле, что интегрируя её по некому объёму V, мы можем найти число частиц в нём:
{\displaystyle \int _{V}{\hat {n}}\left(\mathbf {r} \right)\mathrm {d} \mathbf {r} =N_{V}}
В случае s = 2 корреляционная функция плотности числа частиц называется парной.

#### Связная корреляционная функция плотности числа частиц
Также вводится понятие связной корреляционной функции плотности числа частиц: это такая корреляционная функция, которая стремится к 0, если частицы разделить на 2 группы {\displaystyle \left(\mathbf {r} _{i_{1}}\dots \mathbf {r} _{i_{l}}\right)} и {\displaystyle \left(\mathbf {r} _{j_{1}}\dots \mathbf {r} _{j_{m}}\right),\ l+m=s} после чего устремить разделяющее эти группы расстояние к бесконечности. Термин «связная» означает, что диаграммное разложение для такой корреляционной функции содержит только связные диаграммы.
Имеет место т. н. принцип ослабления корреляций: многочастичные функции распределения классической системы распадаются на произведения многочастичных функций распределения с меньшим числом аргументов при безграничном увеличении разностей соответствующих аргументов, из которого, в частности, следует:
{\displaystyle G^{\left(2\right)}\left(\mathbf {r} _{1},\mathbf {r} _{2}\right)=G^{\left(2\right)}\left(\mathbf {r} _{1}\right)G^{\left(2\right)}\left(\mathbf {r} _{1}\right)}
Следовательно, можно написать следующее выражение для двучастичной связной корреляционной функции плотности числа частиц:
{\displaystyle G_{coh}^{\left(2\right)}\left(\mathbf {r} _{1},\mathbf {r} _{2}\right)=G^{\left(2\right)}\left(\mathbf {r} _{1},\mathbf {r} _{2}\right)-G^{\left(1\right)}\left(\mathbf {r} _{1}\right)G^{\left(1\right)}\left(\mathbf {r} _{2}\right)}
Аналогично вводятся связные корреляционные функции плотности более высокого порядка числа частиц:
{\displaystyle G^{\left(3\right)}\left(\mathbf {r} _{1},\mathbf {r} _{2},\mathbf {r} _{3}\right)=G_{coh}^{\left(3\right)}\left(\mathbf {r} _{1},\mathbf {r} _{2},\mathbf {r} _{3}\right)+G^{\left(1\right)}\left(\mathbf {r} _{1}\right)G^{\left(1\right)}\left(\mathbf {r} _{2}\right)G^{\left(1\right)}\left(\mathbf {r} _{3}\right)+G_{coh}^{\left(2\right)}\left(\mathbf {r} _{1},\mathbf {r} _{2}\right)G^{\left(1\right)}\left(\mathbf {r} _{3}\right)+G_{coh}^{\left(2\right)}\left(\mathbf {r} _{1},\mathbf {r} _{3}\right)G^{\left(1\right)}\left(\mathbf {r} _{2}\right)+G_{coh}^{\left(2\right)}\left(\mathbf {r} _{2},\mathbf {r} _{3}\right)G^{\left(1\right)}\left(\mathbf {r} _{1}\right)}

#### Производящий функционал
Для корреляционных функций плотности числа частиц может быть построен производящий функционал:
{\displaystyle G\left(a\right)=\left\langle e^{\int a\left(\mathbf {r} \right){\hat {n}}\left(\mathbf {r} \right)\mathrm {d} \mathbf {r} }\right\rangle }
Тогда корреляционная функция плотности вводится как вариационная производная от производящего функционала:
{\displaystyle G^{\left(s\right)}\left(\mathbf {r_{1}} ,\dots ,\mathbf {r} _{s}\right)=\left.{\frac {\delta ^{s}G\left(a\right)}{\delta a\left(\mathbf {r} _{1}\right)\dots \delta a\left(\mathbf {r_{s}} \right)}}\right|_{a=0}}
Аналогично может быть введена связная корреляционная функция:
{\displaystyle G_{coh}^{\left(s\right)}\left(\mathbf {r} _{1},\dots ,\mathbf {r} _{s}\right)=\left.{\frac {\delta ^{s}W\left(a\right)}{\delta a\left(\mathbf {r} _{1}\right)\dots \delta a\left(\mathbf {r} _{s}\right)}}\right|_{a=0}}
где
{\displaystyle W\left(a\right)=\ln \left(G\left(a\right)\right)}

#### Физический смысл
Корреляционная функция является мерой упорядоченности системы. Она показывает, как микроскопические переменные коррелируют в различные моменты времени в различных точках в среднем.
Физический смысл корреляционной функции плотности числа частиц состоит в том, что она показывает плотность вероятности относительного расположения s частиц. Появление корреляций обусловлено наличием взаимодействия между частицами, за счет которого возникает ближний порядок.
Имеет место следующее соотношение:
{\displaystyle G_{coh}^{\left(2\right)}\left(\mathbf {r} _{1},\mathbf {r} _{2}\right)=\left\langle \delta {\hat {n}}\left(\mathbf {r} _{1}\right)\delta {\hat {n}}\left(\mathbf {r} _{2}\right)\right\rangle }
где {\displaystyle \delta {\hat {n}}\left(\mathbf {r} \right)={\hat {n}}\left(\mathbf {r} \right)-\left\langle {\hat {n}}\left(\mathbf {r} \right)\right\rangle } есть флуктуация плотности. Таким образом, связная корреляционная функция плотности числа частиц описывает флуктуации плотности вероятности относительного расположения частиц.
Помимо этого, корреляционные функции в самом общем виде могут использоваться для нахождения прочих флуктуаций, например, флуктуаций числа частиц и температуры.

## Корреляционная функция в квантовой теории поля
В квантовой теории поля вводится определение n-точечной корреляционной функции через произведение n хронологически упорядоченных полей:
{\displaystyle C_{n}(x_{1},x_{2},\ldots ,x_{n}):=\left\langle T\phi (x_{1})\phi (x_{2})\ldots \phi (x_{n})\right\rangle ={\frac {\int {\mathcal {D}}\phi \;Te^{-S[\phi ]}\phi (x_{1})\ldots \phi (x_{n})}{\int {\mathcal {D}}\phi \;Te^{-S[\phi ]}}}}
где {\displaystyle T} — оператор хронологического упорядочивания, {\displaystyle S} — действие.
Корреляционную функцию также часто называют просто коррелятором.

## Корреляционная функция в физике высоких энергий
В физике высоких энергий корреляционная функция есть мера корреляции между некоторыми наблюдаемыми величинами.
При изучении адрон-адронных столкновений (например, протон-протонных или ядерно-ядерных) широко используется анализ корреляций между различными наблюдаемыми величинами, например, между поперечными импульсами или множественностями вторичных частиц, рождающихся в результате столкновения.
При изучении подобных процессов принято пользоваться такими переменными, как быстрота или псевдобыстрота. Обычно рассматриваются два интервала (называемых окнами) в пространстве быстрот, расположенных по разные стороны от места столкновения встречных пучков частиц в ускорителе, поэтому возникающие при этом корреляции между наблюдаемыми величинами, которые есть функции быстроты (или псевдобыстроты) часто называют «корреляциями вперед-назад».
Для определённости рассмотрим так называемые «корреляции множественность-множественность» где множественность есть функция, задающая число частиц, имеющих быстроту, принадлежащую некоторому заданному интервалу. В таком случае корреляционная функция вводится как зависимость средней множественности в одном (обычно — правом) быстротном интервале от множественности в другом интервале. В случае линейной корреляционной функции имеем для неё следующее выражение:
{\displaystyle {\langle n_{f}\rangle }_{\langle n_{b}\rangle }=a+b\cdot n_{b}}
Данное предположение вполне согласуется с экспериментальными данными, полученными на различных ускорителях элементарных частиц, в том числе SPS и Fermilab.Величина b из формулы выше носит название коэффициента дальних корреляций. Как следствие формулы выше, можно получить следующую формулу для коэффициента корреляций:
{\displaystyle b={\frac {\left\langle n_{b}n_{f}\right\rangle -\left\langle n_{f}\right\rangle \left\langle n_{b}\right\rangle }{D_{n_{f}}}}}
Найденный таким образом коэффициент корреляций позволяет изучать физику явлений, происходящих при столкновениях адронов. В частности, отличие коэффициента корреляции от нуля может означать, что изучаемые величины (в данном случае — множественности в переднем и заднем окне) каким-то образом связаны, но при этом возникающие зависимости не обязательно имеют причинно-следственные связи.

## Оценка корреляционных функций и её особенности
Для эргодических случайных процессов (то есть для которых статистические свойства, усредненные по времени, эквивалентны статистическим свойствам, усредненным по значениям) корреляционную функцию можно определить экспериментально путём наблюдения за одной реализацией {\displaystyle x(t)} в течение длительного времени {\displaystyle T} и с расчётом по следующей формуле: {\displaystyle B(\tau )={\frac {1}{T}}\int \limits _{0}^{T}x(t)x(t+\tau )dt}.